# Achillea salicifolia
Achillea salicifolia (чихавка верболиста як Ptarmica salicifolia) — вид рослин з родини айстрових (Asteraceae), поширений у Європі, Туреччині, Казахстані, північному Китаї, Сибіру.

## Опис
Багаторічна рослина 30–150 см заввишки. Листки лінійно-ланцетні, охоплюють основами стебло. Обгортки кошиків напівкулясті, 2.5–3 мм довжиною, 3–4.5 мм шириною; їхні листочки густо запушені, зеленуваті, з жовтою плівчастою каймою.

## Поширення
Поширений у Європі, Туреччині, Казахстані, північному Китаї, Сибіру.
В Україні вид зростає на вологих луках, берегах — майже на всій території, розсіяно.

## Галерея

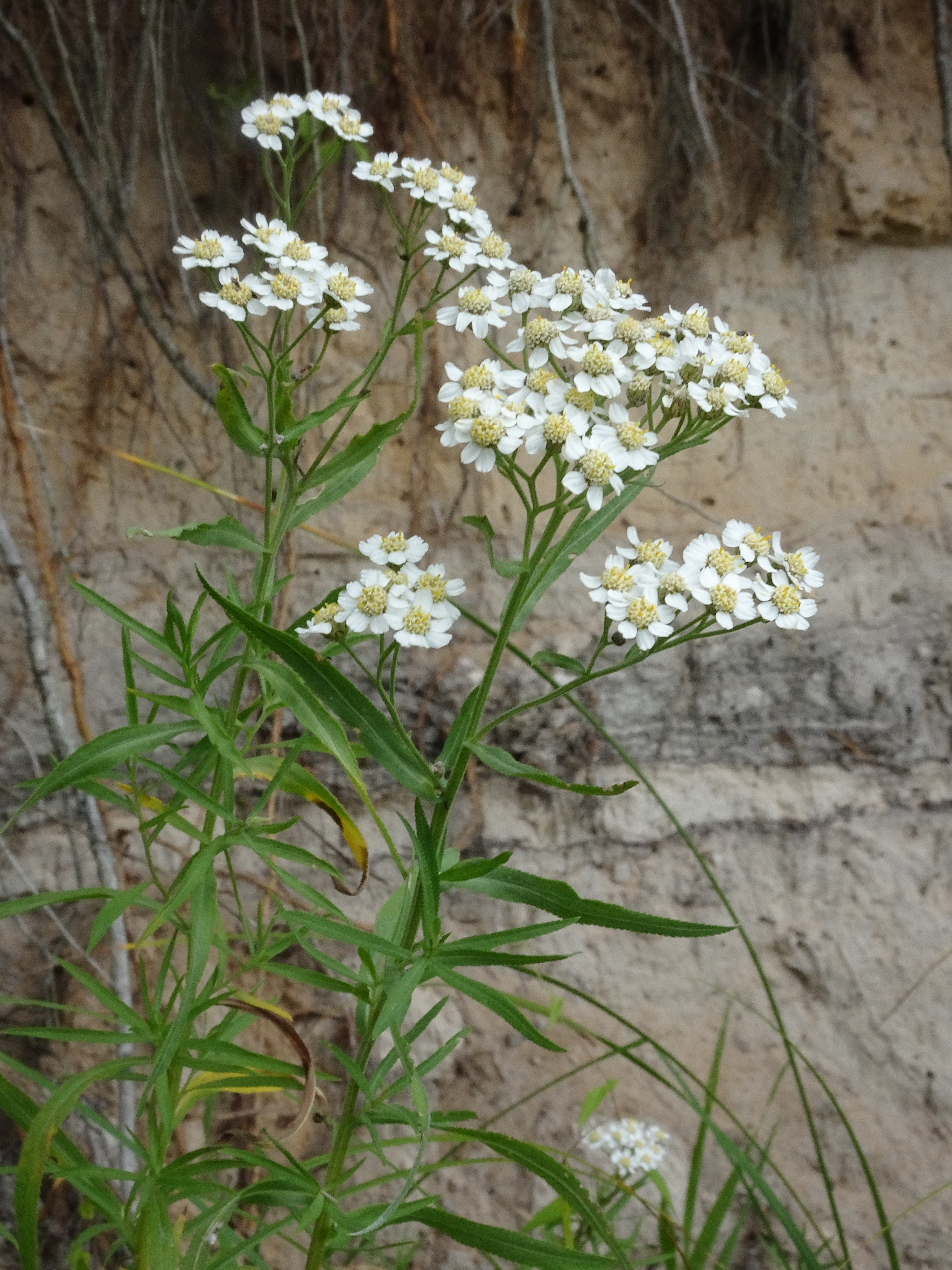
рослина
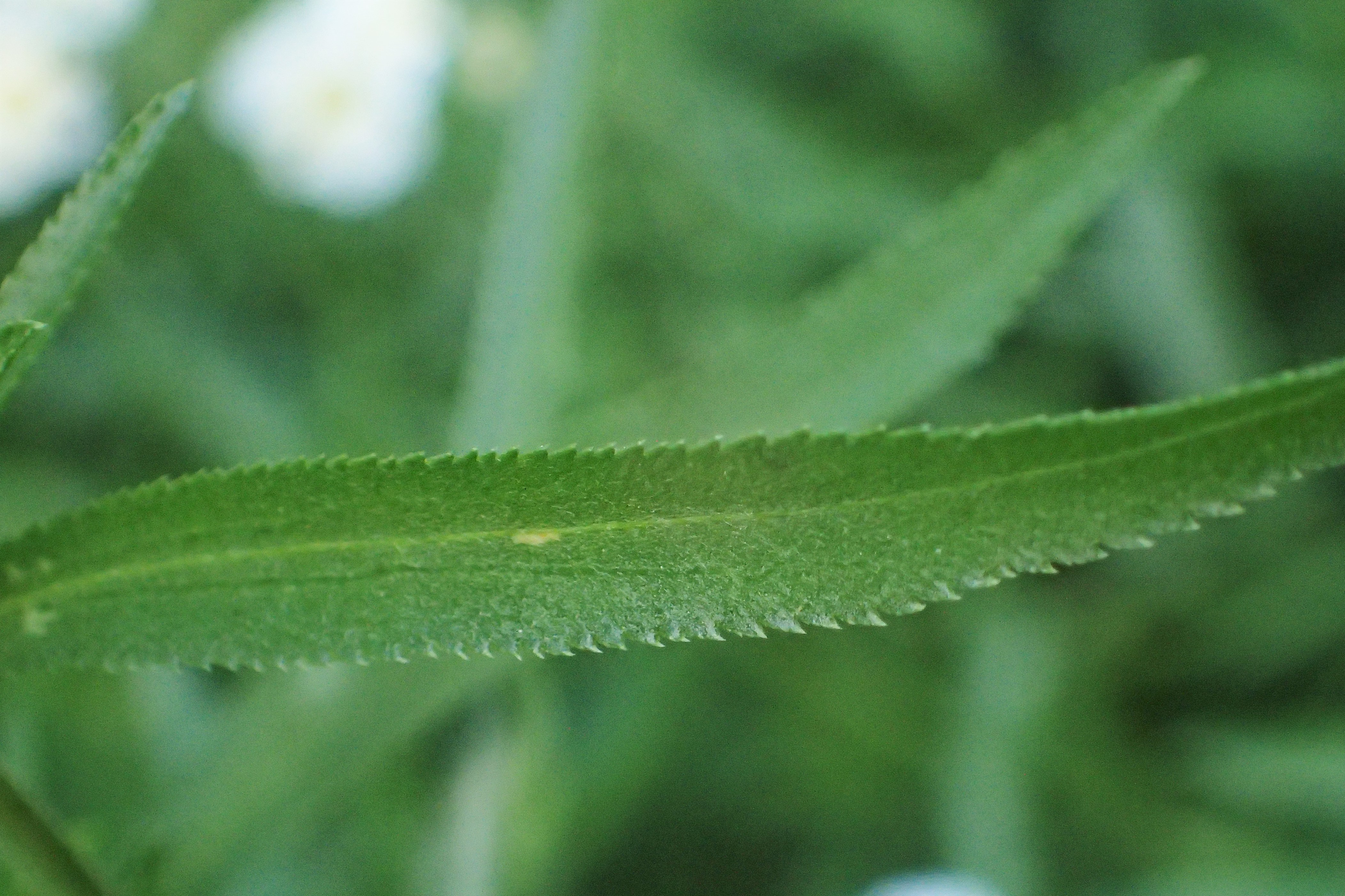
листок